# إدواردو سالفيو
إيدواردو أنطونيو سالفيو (بالإسبانية: Eduardo Antonio "Toto" Salvio) وهو لاعب كُرة قدم أرجنتيني في مركز الجناح ولد في يوم 13 يوليو 1990 في بلدة أفيانيدا في الأرجنتين ويلعب حالياً مع نادي بنفيكا وسبق له اللعب مع أتلتيكو مدريد ونادي لانوس ولعب مع منتخب الأرجنتين لكرة القدم.

## مسيرته الكروية
لعب إدواردو سالفيو خلال مسيرته الاحترافية مع 4 أندية في ثلاثة عشر موسمًا وسجل خلالها 60 هدف ضمن 268 مباراة. حيث فاز في موسمين بالكأس وفي ستة مواسم بالدوري.
خاض إدواردو سالفيو مسيرته مع نادي لانوس في موسم 2008–09 ولمدة موسمين، مشاركًا في 41 مباراة سجل خلالها 11 هدفًا. ثم انتقل إلى نادي أتلتيكو مدريد في موسم 2009–10 في المرة الأولى لمدة موسم واحد ثم في موسم 2011–12 لمدة موسم واحد، حيث شارك طوالها في 44 مباراة سجل خلالها 5 أهداف. لينتقل بعدها إلى نادي بنفيكا في موسم 2010–11 في المرة الأولى لمدة موسم واحد ثم في موسم 2012–13 ليلعب معه سبعة مواسم، مشاركًا طوالها في 166 مباراة سجل خلالها 38 هدفًا. ثم انتقل إلى نادي بوكا جونيورز في موسم 2019–20 لمدة موسم واحد، مشاركًا في 17 مباراة سجل خلالها 6 أهداف.

## روابط خارجية
- إدواردو سالفيو على موقع الاتحاد الدولي (مؤرشف)  (الإنجليزية)
- إدواردو سالفيو على موقع الاتحاد الأوربي (الإنجليزية)
- إدواردو سالفيو على موقع إي إس بي إن إف سي (الإنجليزية)
- إدواردو سالفيو على موقع قاعدة بيانات كرة القدم.إي يو (الإنجليزية)
- إدواردو سالفيو على موقع ناشيونال فوتبول تيمز (الإنجليزية)
- إدواردو سالفيو على موقع Soccerway.com (الإنجليزية)
- إدواردو سالفيو على موقع عالم كرة القدم.نت (الإنجليزية)
- إدواردو سالفيو على موقع AS.com (الإسبانية)